# Prima Categoria Basilicata 1968-1969
Il campionato di calcio di Prima Categoria 1968-1969 è stato il V livello del campionato italiano. A carattere regionale, fu il decimo campionato dilettantistico con questo nome dopo la riforma voluta da Zauli del 1958.
Questi sono i gironi organizzati della regione Basilicata.

## Girone A

### Squadre partecipanti
| Squadra                 | Città (provincia)       | Stagione precedente             |
| ----------------------- | ----------------------- | ------------------------------- |
| A.S. Genzano            | Genzano di Lucania (PZ) | 8º posto in Prima Categoria A   |
| Germanvox S.Maria       | Potenza                 | 5º posto in Prima Categoria A   |
| G.S. Gibo Tolve         | Tolve (PZ)              | 7º posto in Prima Categoria B   |
| A.S. Grassano           | Grassano (MT)           | 6º posto in Prima Categoria B   |
| A.C. Lagopesole Agipgas | Lagopesole (PZ)         | 2º posto in Seconda Categoria A |
| A.S. Lavello            | Lavello (PZ)            | 2º posto in Prima Categoria A   |
| Libertas Avigliano      | Avigliano (PZ)          | 7º posto in Prima Categoria A   |
| U.S. Libertas Invicta   | Potenza                 | 4º posto in Prima Categoria A   |
| Risorgimento            | Potenza                 | 4º posto in Seconda Categoria A |
| Pol. Tricarico          | Tricarico (MT)          | 4º posto in Prima Categoria B   |
| C.S. Vultur             | Rionero in Vulture (PZ) | 9º posto in Prima Categoria A   |

### Classifica finale
|  | Pos. | Squadra                 | Pt | G  | V  | N | P  | GF | GS | DR  |
|  | ---- | ----------------------- | -- | -- | -- | - | -- | -- | -- | --- |
|  | 1.   | Lavello                 | 37 | 20 | 17 | 3 | 0  | 66 | 8  | +58 |
|  | 2.   | Vultur Rionero          | 31 | 20 | 13 | 5 | 2  | 37 | 15 | +22 |
|  | 3.   | Genzano                 | 25 | 20 | 9  | 7 | 4  | 33 | 17 | +16 |
|  | 4.   | Libertas Avigliano (-1) | 23 | 20 | 10 | 4 | 6  | 29 | 16 | +13 |
|  | 5.   | Libertas Invicta (-1)   | 19 | 20 | 8  | 4 | 8  | 34 | 27 | +7  |
|  | 5.   | Gibo Tolve              | 19 | 20 | 9  | 1 | 10 | 29 | 39 | -10 |
|  | 7.   | Tricarico               | 18 | 20 | 6  | 6 | 8  | 29 | 32 | -3  |
|  | 8.   | Risorgimento            | 15 | 20 | 3  | 9 | 8  | 22 | 40 | -18 |
|  | 9.   | Grassano                | 13 | 20 | 5  | 3 | 12 | 17 | 43 | -26 |
|  | 10.  | Lagopesole Agipgas      | 10 | 20 | 3  | 4 | 13 | 20 | 45 | -25 |
|  | 11.  | Germanvox S.Maria (-1)  | 7  | 20 | 2  | 4 | 14 | 21 | 55 | -34 |

Legenda:
      Promosso in Serie D 1969-1970.
      Retrocesso in Seconda Categoria 1969-1970.
Regolamento:
Due punti a vittoria, uno a pareggio, zero a sconfitta.
Pari merito in caso di pari punti.
Differenza reti in caso di pari merito in zona retrocessione per decidere la squadra retrocedenda.
Note:
Libertas Avigliano, Libertas Invicta e Germanvox S.Maria hanno scontato 1 punto di penalizzazione in classifica per una rinuncia.
Vultur Rionero riparte dalla Seconda Categoria.

## Girone B

### Squadre partecipanti
| Club                   | Città                | Stagione precedente             |
| ---------------------- | -------------------- | ------------------------------- |
| Atlas Montescaglioso   | Montescaglioso (MT)  | 2º posto in Prima Categoria B   |
| U.S. Bernalda          | Bernalda (MT)        | 16º posto in Serie D/G          |
| Pol. Cristo Re         | Pisticci (MT)        | 9º posto in Prima Categoria B   |
| U.S. Eraclea           | Policoro (MT)        | 8º posto in Seconda Categoria B |
| Ferrandina Pozzi       | Ferrandina (MT)      | 1º posto in Seconda Categoria B |
| S.C. Ferrandina        | Ferrandina (MT)      | 9º posto in Prima Categoria B   |
| U.S. Lagonegro         | Lagonegro (PZ)       | 3º posto in Prima Categoria A   |
| A.S. Libertas Scanzano | Scanzano Jonico (MT) | 3º posto in Prima Categoria B   |
| A.S. Marconia          | Marconia (MT)        | 5º posto in Seconda Categoria B |
| U.S. Moliternese       | Moliterno (PZ)       | 4º posto in Prima Categoria B   |
| U.S. Pisticci          | Pisticci (MT)        | 1º posto in Prima Categoria B   |
| S.C. Policoro          | Policoro (MT)        | 18º posto in Serie D/G          |
| S.S. Santarcangiolese  | Sant'Arcangelo (PZ)  | 1º posto in Seconda Categoria C |

### Classifica finale
|  | Pos. | Squadra                   | Pt | G  | V  | N | P  | GF | GS | DR  |
|  | ---- | ------------------------- | -- | -- | -- | - | -- | -- | -- | --- |
|  | 1.   | Pisticci                  | 43 | 24 | 19 | 5 | 0  | 65 | 10 | +55 |
|  | 2.   | Bernalda                  | 35 | 24 | 15 | 5 | 4  | 51 | 20 | +31 |
|  | 3.   | Policoro                  | 33 | 24 | 13 | 7 | 4  | 50 | 21 | +29 |
|  | 4.   | Lagonegro (-2)            | 30 | 24 | 14 | 4 | 6  | 48 | 24 | +24 |
|  | 5.   | Eraclea                   | 26 | 24 | 10 | 6 | 8  | 32 | 22 | +10 |
|  | 6.   | Atlas Montescaglioso (-2) | 24 | 24 | 11 | 4 | 9  | 43 | 31 | +12 |
|  | 7.   | Ferrandina Pozzi          | 21 | 24 | 8  | 5 | 11 | 47 | 35 | +12 |
|  | 7.   | Ferrandina                | 21 | 24 | 7  | 7 | 10 | 28 | 40 | -12 |
|  | 9.   | Santarcangiolese (-3)     | 20 | 24 | 8  | 7 | 9  | 38 | 47 | -9  |
|  | 10.  | Libertas Scanzano         | 19 | 24 | 6  | 7 | 11 | 44 | 45 | -1  |
|  | 11.  | Moliternese               | 16 | 24 | 4  | 8 | 12 | 32 | 37 | -5  |
|  | 13.  | Marconia (-4)             | 7  | 24 | 4  | 3 | 17 | 25 | 74 | -49 |
|  | 12.  | Cristo Re (-1)            | 5  | 24 | 2  | 2 | 20 | 22 | 99 | -77 |

Legenda:
      Ammesso alle finali regionali.
      Retrocesso in Seconda Categoria 1969-1970.
Regolamento:
Due punti a vittoria, uno a pareggio, zero a sconfitta.
Pari merito in caso di pari punti.
Differenza reti in caso di pari merito in zona retrocessione per decidere la squadra retrocedenda.
Note:
Cristo Re ha scontato 1 punto di penalizzazione in classifica per una rinuncia.
Lagonegro e Atlas Montescaglioso hanno scontato 2 punti di penalizzazione in classifica per due rinunce.
Santarcangiolese penalizzato di 3 punti in classifica.
Marconia penalizzato di 4 punti in classifica.
Santarcangiolese riparte dalla Seconda Categoria.
Ferrandina ed Eraclea non si iscrivono ad alcun campionato.

## Spareggi per l'ammissione alla Serie D
|          | Risultato |          | Luogo e data             |
| -------- | --------- | -------- | ------------------------ |
| Pisticci | 1 - 1     | Lavello  | Bernalda, 25 maggio 1969 |
|          |           |          |                          |
| Lavello  | 3 - 1     | Pisticci | Lavello, 1 giugno 1969   |
|          |           |          |                          |

- Lavello promosso in Serie D 1969-1970.